# Steyr 1108
Der Traktor Steyr 1108 (1108 a mit Allradantrieb) aus der Steyr Plus-Serie von Steyr Daimler Puch wurde zwischen 1977 und 1979 gebaut.
1977 wurde die bestehende Plus-Serie mit dem Steyr 1108 im oberen Leistungsbereich ergänzt, er ersetzte damit den um sieben PS schwächeren Steyr 1100. Der wassergekühlte Dieselmotor des Typs WD 610.44 mit sechs Zylindern und 5,975 l Hubraum hatte eine Leistung von rund 77 kW (105 PS). Das Getriebe hatte zwölf Vorwärtsgänge und sechs Rückwärtsgänge, auf Wunsch aber auch 16 Vorwärtsgänge und acht Rückwärtsgänge. Die Höchstgeschwindigkeit wurde mit 29 km/h angegeben.
Der Steyr 1108 war mit Hinterradantrieb und optional mit Allradantrieb als Steyr 1108 a erhältlich. Auch die Kabine war nur auf Wunsch zu haben.
Die Karosserie wurde vom französischen Industriedesigner Louis Lucien Lepoix entworfen.
Verkauft wurden vom 1100 und vom 1108 mit Hinterradantrieb 355 Stück und vom 1100 a und 1108 a mit Allradantrieb 524 Stück.